# Kappa2 Sculptoris
Kappa2 Sculptoris (κ2 Sculptoris, förkortat Kappa2 Scl, κ2 Scl)  som är stjärnans Bayerbeteckning, är en ensam stjärna belägen i den norra delen av stjärnbilden Bildhuggaren. Den har en skenbar magnitud på 5,42 och är svagt synlig för blotta ögat där ljusföroreningar ej förekommer. Baserat på parallaxmätning inom Hipparcosuppdraget på ca 4,1 mas, beräknas den befinna sig på ett avstånd på ca 800 ljusår (ca 240 parsek) från solen.

## Egenskaper
Kappa2 Sculptoris är en orange till röd jättestjärna av spektralklass K2 III. Den utsänder från dess fotosfär ca 619 gånger mera energi än solen vid en effektiv temperatur på ca 4 160 K.
Kappa2 Sculptoris har en svag optisk följeslagare med skenbar magnitud på 21,0 som befinner sig med en vinkelseparation på 44,2 bågsekunder vid en positionsvinkel på 289° (år 2010).